# José Torres Mena

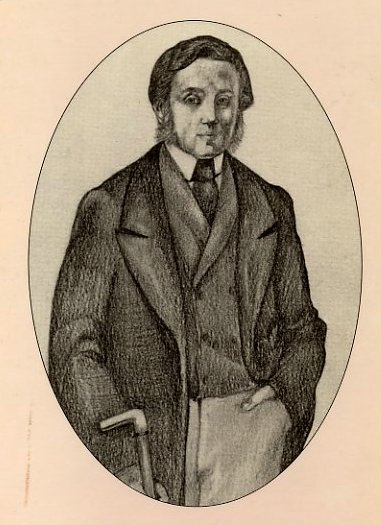

José Torres Mena (Casas-Ibáñez, 16 de octubre de 1822-La Almarcha, 29 de septiembre de 1879) fue un abogado, político, periodista y escritor español.

## Estudios
Nace en la localidad conquense de La Almarcha el 16 de octubre de 1822. Tras estudiar Gramática con un Dómine en el Convento de Franciscanos de Belmonte (1834), cursa estudios de Filosofía en el Seminario Conciliar de Cuenca (1835-1838). Realiza en Madrid los estudios de Bachiller en Leyes (1839-1842) y termina licenciándose en Leyes en 1845 por la Universidad Central de Madrid, estudiando con una beca, pues era de condición pobre según certificado del Ayuntamiento de Honrubia donde residía temporalmente su padre que era cirujano latino.

## Su carrera política
Una vez que obtiene el título de licenciado en Jurisprudencia (1845), ejerce en Madrid como abogado de pobres (1845-1851).
Como divulgador de la ideología del Partido Liberal Progresista al que pertenecía, publicó artículos en varios diarios de la época: El Eco de la Razón (1851), La Iberia (1854-1856) donde fue redactor, y cuando este diario cambió de ideología, publicó en La Nación y El Diario Español. También colaboró en la Revista General de Legislación y Jurisprudencia.
Tras los fracasos electorales de 1854, 1865 y 1869, por fin, en las elecciones parciales del 17 de octubre de 1869, fue elegido diputado por el Partido Judicial de San Clemente (Cuenca) y vuelve a ser reelegido en las elecciones del 8 de abril y en las del 15 de septiembre de 1872 por Cuenca. También fue diputado en la Junta Nacional (11-2-1873) al proclamarse la Primera República. Al escindirse el Partido Liberal en 1873, parece que se refugió en grupúsculos republicanos democráticos y su figura desaparece de la vida política dedicando sus esfuerzos a la vida intelectual, pues desde 1874 hasta su muerte es cuando más escribe y publica sus mejores libros. Falleció en la localidad conquense de La Almarcha. Varios diarios de la época  hacen mención de su fallecimiento.

## Discursos en el Congreso de los Diputados
En los cinco años que estuvo como diputado en el Congreso, pronunció diversos discursos. Fue en la legislatura que va de 1869 a 1871 cuando pronunció sus dos discursos más valorados por la prensa de la época.
Su primer discurso se escuchó en el debate de la "Ley de empleados públicos" el 7 de enero de 1870. La comisión, elegida al respecto, tenía por objetivo terminar con las cesantías y que el acceso a la función pública se realizara mediante oposición, pero dejaba en sus puestos a los empleados con cinco o más años de servicio, la mayoría de los cuales pertenecía al Partido Conservador. En un amplio y documentado discurso, que ocupa siete páginas a doble columna del Diario de sesiones, Torres Mena se opuso al proyecto de la comisión, ya que lo consideraba un premio para los conservadores que habían mantenido y participado en reinado de Isabel II, al tiempo que constituía un obstáculo para los liberales, que apenas estuvieron en el gobierno más de año y medio. Este discurso prosiguió con otro de cinco páginas pronunciado el 7 de febrero.  Los periódicos de la época se hacen eco de estos discursos a causa del interés que el proyecto había despertado en los partidos políticos y en los medios de comunicación, así como en la población que aspiraba a un puesto público.
Como miembro de la comisión para el "Proyecto de Ley sobre el matrimonio civil", intervino en reiteradas ocasiones (abril a mayo de 1870), para responder a las impetuosas intervenciones contrarias de los señores Toro y Moya, González Marrón, Ochoa y otros que no querían que existiera más matrimonio ni registro que el eclesiástico. Torres Mena explicó a la Cámara que como consecuencia de la libertad de cultos establecida por la Revolución de 1868, aparece necesariamente el matrimonio civil para garantizar la libertad e igualdad de los ciudadanos. Finalmente el proyecto fue aprobado y en 1871 se establece en los Ayuntamientos el Registro Civil de nacimientos, matrimonios y defunciones.
En el debate sobre la Ley municipal y provincial  propuso varias enmiendas. En una de ellas, que se tomó en consideración (20-5-1870), propuso que los secretarios de Ayuntamiento fueran considerados funcionarios públicos y por lo tanto con estabilidad en el empleo. Así dejarían de estar sujetos a los avatares del cambio de rumbo en la política: Los secretarios... son el vínculo de enlace entre la periódica renovación de los ayuntamientos, sin cuyo vínculo la administración municipal ha de caer precisamente en un caos inextricable en la mayor parte de los pueblos rurales, sobre todo agitándose estérilmente bajo la acción de alcaldes ignorantes o interesados.
En la tercera legislatura de 1872, en la discusión de la Ley de presupuestos, ante la enmienda del señor Nogués, avalada por 6.000 firmas de la revista Magisterio Español, que pedía que a causa de su penuria económica se excluyera de impuestos a los maestros, le replicó que está en el sentido de la democracia que todo el mundo pague al Estado con lo que le corresponda. Esta discriminación indirectamente perjudicaría a los maestros, pues despierta la animadversión de Ayuntamientos y contribuyentes contra ellos. Alienta a que se pida una subida del sueldo de los maestros, pero bajo el punto de vista de la justicia y de la equidad éstos no pueden dejar de contribuir al Estado con lo que les corresponda.

## Cargos administrativos
- Entra a trabajar en la Junta de Estadística en 1856, de donde fue despedido en 1864 por sus ideas políticas.[18]
- Alto cargo en la Dirección General de Rentas Estancadas y Loterías (1868).
- Director general de Aduanas (del 6-8 al 18-10 de 1871).
- Vocal de la Junta Consultiva de Estadísticas en el Instituto Geográfico y Estadístico (1871-1879).
- Director general de Contribuciones (del 22 de junio de 1872 al 1 de julio de 1873).

## Publicaciones
- Los dogmas de la Revolución. Madrid, Imprenta de José Trujillo, 1854, 32 págs.[19]
- Biografía de José Álvaro de Zafra. Madrid, Imprenta de Julián Peña, 1856, 32 págs.
- Biografía de Navarro Zamorano. Madrid, Imprenta de Julián Peña, 1858, 29 págs, 1 retrato.
- La justicia, su dogma y su culto. Madrid, Revista de Legislación y Jurisprudencia, 1872, 64 págs.
- Noticias conquenses. Madrid, Revista de Legislación y Jurisprudencia, 1878. Un libro valioso para la historiografía de la provincia de Cuenca por la cantidad de datos geográficos, estadísticos e históricos que da de cada uno de sus pueblos.[20] Reedición en facsímil: Cuenca, Gaceta Conquense,1985. ISBN 84-398-4666-5

- Publicó con cierta asiduidad en la Revista de Legislación y Jurisprudencia. Entre sus artículos más destacados cabe consignar: Estadística de administración de Justicia en lo criminal;;[21] Los mayorazgos;[22] Los desenvolvimientos de la codificación,[23] los dos publicados en 1874 y Memorial ajustado en el pleito sobre la codificación que se eleva al Tribunal-Decano del Ilustre Colegio de Abogados de Madrid.[24]

- Colaborador del Diccionario enciclopédico de la lengua española, editado en dos volúmenes por Gaspar y Roig en 1853 y 1855.

En reconocimiento de sus publicaciones la Real Academia de la Historia le nombró Académico correspondiente por la provincia de Cuenca el 14 de febrero de 1879.

## Homenajes
- En reconocimiento a su labor como escritor, el Ayuntamiento de la ciudad de Cuenca, en el pleno del 13-1-1992, le dedicó la calle que lleva su nombre.
- Por acuerdo de la Junta de Gobierno de 14-3-1995 se le dedica un edificio en el Campus Universitario de Cuenca, actualmente no hay edificio que lleve su nombre.
- En La Almarcha el colegio público hasta el año 2008 también llevaba su nombre.
- El Ayuntamiento de La Almarcha, con motivo del primer centenario de su muerte, le hizo un homenaje (22-12-1979) en el que se descubrió una lápida conmemorativa en la casa donde vivió y murió.[25]